# Daniel Lehnbom
Daniel Lehnbom , född 1980, är en svensk bandyspelare som representerar IFK Motala sedan 2015. 
Daniel Lehnbom (född Eriksson) ska inte förväxlas med sin betydligt mer kända namne tillika bandyspelare Daniel "Zeke" Eriksson. Han startade sin karriär i numera nedlagda moderklubben Oxelösund IK. Tidigt i sin karriär spelade han som defensiv mittfältare men har tagit klivet ner och blivit försvarsspelare.
Inför säsongen 2003-04 lämnade han Oxelösund IK och gick till Katrineholm SK.
Det blev två säsonger i Katrineholm SK innan han flyttade vidare till IF Boltic och spelade två säsonger och sen tre i Sandvikens AIK.
Innan säsongen 2010-11 så  fick han erbjudande från Dynamo Kazan och Sandviken lät honom flytta trots gällande kontrakt. Han blev då ensam Svensk i ryska ligan den säsongen.
Första säsongen i Ryssland gick bra för då Dynamo Kazan vann ryska mästerskapet.
Det blev ytterligare två säsonger i Ryska ligan innan han flyttade tillbaks till Sverige och skrev på ett tvåårskontrakt med Villa Lidköping. Första säsongen i Villa Lidköping blev varken som Lehnbom eller Villa tänkt sig och Lehnbom spelade endast 7 av säsongens 26 matcher.

## Klubbkarriär
| 2003–04    | Katrineholm SK  | SEL        | -   | -  | - | -  | -   | -  | - | - | - | -  |
| 2004–05    | Katrineholm SK  | SEL        | 25  | 4  | 1 | 5  | 135 | -  | - | - | - | -  |
| 2005–06    | IF Boltic       | SEL        | 22  | 5  | 0 | 5  | 185 | -  | - | - | - | -  |
| 2006–07    | IF Boltic       | SEL        | 24  | 3  | 0 | 3  | 175 | -  | - | - | - | -  |
| 2007–08    | Sandvikens AIK  | SEL        | 19  | 2  | 0 | 2  | 145 | 7  | 0 | 0 | 0 | 20 |
| 2008–09    | Sandvikens AIK  | SEL        | 26  | 3  | 0 | 3  | 60  | 7  | 1 | 0 | 1 | 25 |
| 2009–10    | Sandvikens AIK  | SEL        | 23  | 2  | 1 | 3  | 180 | 9  | 0 | 0 | 0 | 40 |
| 2010–11    | Dynamo Kazan    | RYS        | -   | -  | - | -  | -   | -  | - | - | - | -  |
| 2011–12    | Dynamo Kazan    | RYS        | -   | -  | - | -  | -   | -  | - | - | - | -  |
| 2012–13    | Dynamo Kazan    | RYS        | -   | -  | - | -  | -   | -  | - | - | - | -  |
| 2013–14    | Villa Lidköping | SEL        | 7   | 0  | 0 | 0  | 35  | 2  | 0 | 0 | 0 | 10 |
| SEL totalt | SEL totalt      | SEL totalt | 146 | 19 | 2 | 21 | 915 | 25 | 1 | 0 | 1 | 75 |

statistik uppdaterad 2014-03-11